# Госома
Госома́ — село в Брянском районе Брянской области России. Входит в состав Чернетовского сельского поселения. Население — 324 жителя (2010 год).
Село расположено в 30 км к западу от Брянска, в 3 км юго-западнее автодороги А141, на берегу реки Госомка (приток Десны).

## История
Точных данных о появлении поселения на месте села Госома не имеется. Однако, можно сделать вывод, что оно основано не позднее XVI века, поскольку впервые упоминается в 1610 году. В XVII веке принадлежало Зиновьевым, в XVIII веке перешло к Т. Ф. Сафоновой, затем к Тютчевым. К 1780-м годам Госома была одним из крупнейших сёл уезда с населением около 1000 человек. С 1861 по 1924 год оно являлось административным центром Госамской (Госомской) волости Брянского (с 1921 г. — Бежицкого) уезда, одной из крупнейших в уезде по количеству населённых пунктов и сельских обществ.
С 1922 года в Госоме функционировала Госомская волостная милиция (на территории современного Брянского района их было всего три: помимо Госомской, действовали ещё Супоневская и Елисеевичская). Правда, милицейские штаты были малочисленны. Например, в декабре 1925 года в составе Госомской волмилиции были лишь начальник, его помощник, делопроизводитель и четыре милиционера. Число жителей, обслуживаемых одним милиционером, составляло 3500 человек. В ходе укрупнения волостей, в 1924 году Госамская волость была упразднена, а её территория разделена между Бежицкой, Овстугской и Жирятинской волостями.
В годы Великой Отечественной войны село было оккупировано гитлеровскими войсками в октябре 1941 года, освобождено 18 сентября 1943 года.

## Экономика
В селе функционирует сельхозпредприятие «Госома», образовавшееся после того, как в январе 1996 года к птицефабрике «Снежка» был присоединён разорившийся колхоз «Ленинец», реорганизованный впоследствии в два самостоятельных сельхозпредприятия «Госома» и «Бетово».
24 июля 2015 года агропромышленный холдинг «ОХОТНО» на базе одного из своих предприятий открыл в Госоме современную молочно-товарную ферму, рассчитанную на 1800 голов КРС.

## Социальная сфера
- Муниципальное общеобразовательное учреждение Госомская основная общеобразовательная школа — одна из старейших в Брянском районе. Директор — Петроченко Александр Дмитриевич[5]. В 1962—1966 годах в Госомской школе преподавала русский язык и литературу А. С. Потапова.
- Госомской сельский дом культуры. Был снесён в 2015 году.
- Фельдшерско-акушерский пункт[6].

## Достопримечательности
- Церковь Бориса и Глеба, построенная в 1895—1900 гг. вместо прежней каменной церкви Покрова 1800-12 гг., разобранной за ветхостью.[7] 6 августа 2009 года состоялось её открытие и освящение после реставрации.[8]
- Искусственный водопад, построенный на озере в с. Госома в качестве дамбы для стока воды. Это постоянное место летнего отдыха жителей близлежащих деревень.

Целительные свойства водопада я проверила в буквальном смысле на собственной шкуре. Подставляешь плечи, спину, руки, ноги, шею – у кого, что болит – под тяжелую струю, которая при соприкосновении с кожей разбивается на мелкие капли, создавая эффект отличного массажа. Между прочим, знаменитый душ Шарко, работающий по такому же принципу и используемый в медицине, ничуть не уступает по эффективности водопаду. Разница в цене. В Госоме за душ не возьмут ни копейки, а вот в специализированных учреждениях придется заплатить около 70 рублей за один сеанс. Отличная возможность избавиться от целлюлита и радикулита без лишних затрат.

## Интересные факты
- По одной из легенд, Госома получила своё название после нашествия на Русь монголо-татар. Село было выжжено дотла, но местные жители самостоятельно его восстановили, потратив, правда, все свои средства. Поэтому говорили, что в селе живёт одна голь, а само село называли «Гольсама» (голь сама его построила). Впоследствии название несколько раз видоизменялось в соответствии с нормами русского языка, и в конце концов стало таким, какое есть сейчас.
- Также в связи с тем, что в селе находился деревянный храм во имя Бориса и Глеба, село в XVII—XVIII веках порой называли Борисоглебским[10].